# École nationale supérieure d'électrotechnique, d'électronique, d'informatique, d'hydraulique et des télécommunications
 (février 2023).
L'École nationale supérieure d'électrotechnique, d'électronique, d'informatique, d'hydraulique et des télécommunications, désignée plus communément sous l'acronyme ENSEEIHT, prononcée « n7 », est l'une des 204 écoles d'ingénieurs françaises accréditées au 1er septembre 2020 à délivrer un diplôme d'ingénieur.
Fondée en 1907, c'est l'une des six écoles composant l'institut national polytechnique de Toulouse (Toulouse INP). Elle a pour vocation la formation d'ingénieurs/cadres de haut niveau. L'ENSEEIHT est située dans le centre de Toulouse, à côté de l'église Saint-Aubin, le long du canal du Midi. Depuis 2001, l’ENSEEIHT est une école d'application de l'École polytechnique pour ses trois spécialités.

## Histoire
L'histoire de l'ENSEEIHT commence en 1907 lorsque le conseil municipal de Toulouse institue le Cours municipal d’électricité industrielle. Il devient un an plus tard l'Institut d'électrotechnique et de mécanique appliquée de l'université de Toulouse, avec pour objectifs de former des ingénieurs pour l'aménagement électrique et hydraulique du Sud-Ouest de la France, et de contribuer au développement scientifique et technologique de ces disciplines.
En juillet 1910, le diplôme d’ingénieur électricien est décerné à 41 étudiants parmi la première promotion (qui ne regroupe que 44 étudiants), pour atteindre 80 à la veille de la Première Guerre mondiale, nombre remarquable à l'époque.
Le premier directeur de l'école, Charles Camichel (élu en 1936 à l'Académie des sciences), oriente ainsi rapidement la recherche de l’école vers l’hydraulique, où seront entreprises les premières recherches en ce domaine. L’hydraulique, en devenant un des fleurons de l’école, concourt à partir des années 1930 à la renommée de l’ENSEEIHT.
L'école devient une école nationale supérieure d’ingénieurs (ENSI) en 1948 sous la direction du professeur Léopold Escande en raison du haut niveau atteint par ses enseignements mais également du développement important de l'école.
L'accroissement du nombre d'élèves entraîne la création en 1955 d'options de spécialisation en électrotechnique et hydraulique, auxquelles viennent s'ajouter en 1956 une option électronique et en 1959, une option mathématiques appliquées, créée pour la première fois dans une école française d'ingénieurs. Cette dernière option prend le nom d'option Informatique en 1967. L'option électrotechnique change de nom en 1998 en devenant l'option génie électrique et automatique. L'année suivante, 1999, voit l'apparition de l'option télécommunications et réseaux.
La fin de l'année 2006 marque le début de la construction de nouveaux bâtiments sur le site de l'école. Ceux-ci ont permis le développement des laboratoires de recherches et de la vie associative. En contrepartie de cette implantation géographique en centre-ville très avantageuse, l'N7 ne dispose pas d'un campus et de logements étudiants. Mais les étudiants peuvent toutefois facilement se loger aux alentours de l'école.

L'ENSEEIHT est devenue en juin 2010 une école associée puis école affiliée de l'Institut Mines-Télécom (anciennement appelé le GET, groupe des écoles des télécommunications).

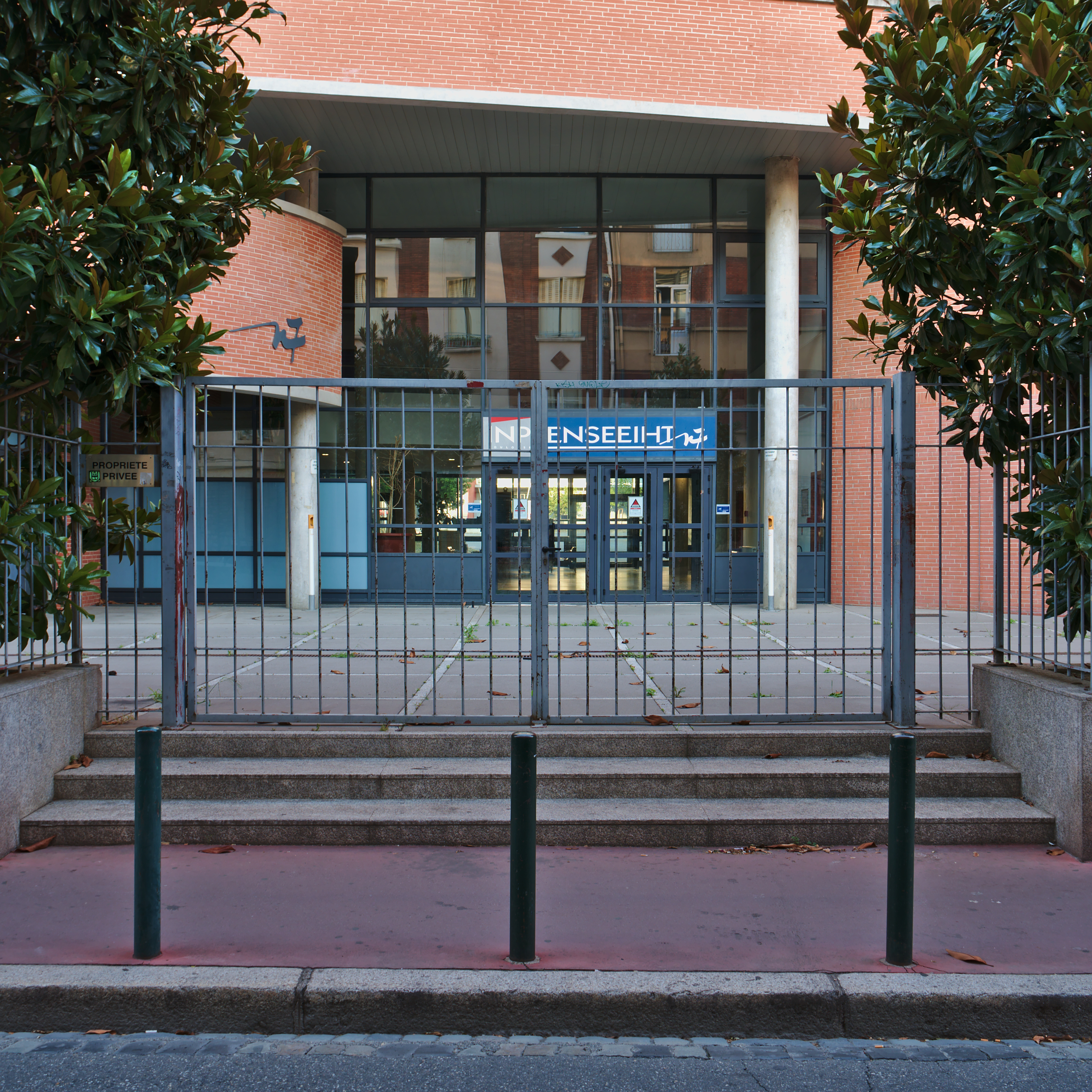
L'entrée principale.

## Formations

### Formation d'ingénieurs
La formation d'ingénieurs de l'ENSEEIHT dure trois ans et permet l'obtention d'un diplôme d'ingénieur. Elle est divisée en trois départements

### Les programmes Mastère spécialisé
L'ENSEEIHT propose 7 formations de Mastère spécialisé :
- Embedded Systems (en partenariat avec l'ISAE)
- Space Communications Systems (en partenariat avec l'ISAE, Télécom Bretagne et Télécom SudParis)
- Sécurité informatique (en partenariat avec l'ENAC et INSA Toulouse)
- Valorisation des données massives (en partenariat avec INSA Toulouse)
- Eco-ingénierie (en partenariat avec ENSAT, ENSIACET, ENIT, EIP et l’ENM)
- Nouvelles technologies de l’énergie (en partenariat avec l'ENSIACET)
- Hydraulique

### Les programmes Master of Science
L'ENSEEIHT propose 5 formations :
- MSC Satellite Communication Systems : from engineering to end-to-end systems
- MSC ESECA : Electronic Systems for Embedded and Communicating Applications
- MSC Water Engineering and Water Management
- MSC Fluids Engineering for Industrial Processes
- MSC Electrical Energy Systems

## Recherche
L'ENSEEIHT compte quatre organismes (Laboratoire) de recherche :
- Laboratoire d'analyse et d'architecture des systèmes (LAAS)
- Laboratoire plasma et conversion d'énergie (LAPLACE)
- Institut de recherche en informatique de Toulouse (IRIT)
- Institut de mécanique des fluides de Toulouse (IMFT)

## Classements
Classements nationaux (classée en tant que Toulouse INP - ENSEEIHT au titre de son diplôme d'ingénieur)
| Nom                                      | Année | Rang  |
| ---------------------------------------- | ----- | ----- |
| DAUR Rankings                            | 2023  | 26    |
| L’Étudiant                               | 2021  | 14-15 |
| L’Usine Nouvelle                         | 2023  | 39    |
| Le Figaro Étudiant[pertinence contestée] | 2023  | 18    |

Depuis 2018, l'école est classée dans le top 5 du classement L'Étudiant sur les critères d'excellence académique.
Classements internationaux (classée en tant que Toulouse INP)
| Nom                    | Année     | Rang (monde) | Rang (France) |
| ---------------------- | --------- | ------------ | ------------- |
| CWUR                   | 2021-2022 | 624          | 29            |
| QS Top Universities    | 2022      | N.C.         | N.C.          |
| Shanghai Ranking       | 2021      | N.C.         | N.C.          |
| Times Higher Education | 2022      | N.C.         | N.C.          |

## Activités associatives

### Association des élèves de l'ENSEEIHT
L'association est fondée dans les années 1950[réf. souhaitée]. Elle a été précédée par l’« Association amicale des ingénieurs anciens élèves de l'Institut électrotechnique de Toulouse » autorisée par arrêté ministériel du 12 avril 1912. Les élèves ont par le passé organisé des événements dans la ville comme le Festival n7 ou le Printemps de l'INP devenu Printemps des Étudiants[réf. souhaitée].
L'Association des élèves de l'ENSEEIHT (AEn7), est composée de cinq bureaux et d'une cinquantaine de clubs sportifs, culturels et techniques.

### Festival de l'ENSEEIHT
Né en 1947 sous le nom de Journées IET, il accueille alors des artistes comme Bill Coleman en 1960, ou Boby Lapointe et Barbara en 1965. Interrompu après 1969, le festival est repris par les étudiants en 1990. Puis il se développe jusqu'en 2007 en intégrant à son programme plusieurs nouvelles manifestations : concert classique, exposition de peintures et de photos, soirée théâtre, ciné-concert dans des lieux comme la cathédrale Saint-Étienne, le musée des Augustins ou encore la Halle aux grains.

### N7 Consulting
N7 Consulting, Junior Entreprise de l’ENSEEIHT, appartient à la Confédération nationale des Junior-Entreprises. En 2017, N7 Consulting fête ses 40 ans d'existence et fait partie des 30 meilleures Junior-Entreprises de France.

### 7Robot
7Robot est le club de robotique de l'ENSEEIHT, il participe chaque année à la Coupe de France de robotique.

## Anciens élèves célèbres
- Réda Allali, chanteur marocain, guitariste et parolier du groupe Hoba Hoba Spirit.
- Laurent Broomhead, animateur de télévision[17].
- Isabelle Desit-Ricard, professeure de sciences physiques et autrice d'ouvrages d'histoire des sciences
- Safa Nasr El Din, ministre palestinienne de 2012 à 2014 .
- Sophie Lacaze, compositrice.

- Gérard Le Lann, pionnier du réseau Internet et directeur de recherche émérite de l'INRIA[18].
- Gilles Lemaire, secrétaire national des Verts de 2003 à 2005, membre du bureau d'ATTAC[19].
- Aawatif Hayar, enseignante-chercheuse et ministre marocaine[20].
- Michel Meyer, créateur du site Multimania et directeur général de Viadeo[21].
- Frédéric Montagnon, fondateur d'OverBlog[22].
- Petre Roman, homme politique roumain, Premier ministre de 1989 à 1991[23].
- Laurent Rossi, ancien PDG de Alpine[24].
- Gauvain Sers, auteur-compositeur-interprète français.
- Jérôme Seydoux, PDG de Pathé[25].
- Nawfal Trabelsi, président de McDonald's France[26].
- Antoine Zacharias, ancien PDG du Groupe Vinci[27].

## Pour approfondir